# Верхній Кункур
Верхній Кунку́р (рос. Верхний Кункур) — село у складі Агінського району Забайкальського краю, Росія. Входить до складу Кункурського сільського поселення.

## Населення
Село було утворено 2013 року шляхом виділення зі складу села Кункур.